# Voleybol 1. Ligi 2011-2012 (femminile)
La Voleybol 1. Ligi 2011-2012, 28ª edizione della massima serie del campionato turco di pallavolo femminile, si è svolta dal 12 ottobre 2011 al 10 aprile 2012: al torneo hanno partecipato dodici squadre di club turche e la vittoria finale è andata per la sedicesima volta all'Eczacıbaşı.

## Regolamento
La competizione prevede che tutte le squadre si incontrino in due volte in gironi di andata e ritorno, al termine dei quali le prime otto si appresteranno a disputare i play-off, mentre le ultime due classificate retrocedono; ai play-off vengono disputati due gironi da 4 squadre ciascuno e le prime due classificate passano il turno, sfidandosi nelle semifinali in gara unica e poi nella finale al meglio delle 3 gare.

## Squadre partecipanti
Al campionato di Voleybol 1. Ligi 2011-2012 partecipano 12 squadre di club turche, tra queste lo Yeşilyurt è stato promosso al termine della Voleybol 2. Ligi 2010-11; l'altra neopromossa, l'Emlak-TOKİ, è scomparsa dopo la fusione per incorporazione con il Pursaklar, che ne ha quindi ereditato i diritti di partecipazione.
| Club          | Stagione | Città    | Impianto                   | Stagione precedente                                                 |
| ------------- | -------- | -------- | -------------------------- | ------------------------------------------------------------------- |
| Ankaragücü    | dettagli | Ankara   | Başkent Voleybol Salonu    | 8ª in Voleybol 1. Ligi, quarti di finale play-off scudetto          |
| Beşiktaş      | dettagli | Istanbul | BJK Akatlar Arena          | 7ª in Voleybol 1. Ligi, quarti di finale play-off scudetto          |
| Eczacıbaşı    | dettagli | Istanbul | Eczacıbaşı Spor Salonu     | 3ª in Voleybol 1. Ligi, semifinali play-off scudetto                |
| Ereğli        | dettagli | Ereğli   | Ereğli Atatürk Spor Salonu | 9ª in Voleybol 1. Ligi                                              |
| Fenerbahçe    | dettagli | Istanbul | Burhan Felek Spor Salonu   | 1ª in Voleybol 1. Ligi, Campione di Turchia                         |
| Galatasaray   | dettagli | Istanbul | Burhan Felek Spor Salonu   | 4ª in Voleybol 1. Ligi, semifinali play-off scudetto                |
| İller Bankası | dettagli | Ankara   | Başkent Voleybol Salonu    | 5ª in Voleybol 1. Ligi, quarti di finale play-off scudetto          |
| Nilüfer       | dettagli | Bursa    | Nilüfer Spor Salonu        | 6ª in Voleybol 1. Ligi, quarti di finale play-off scudetto          |
| Pursaklar     | dettagli | Ankara   | Başkent Voleybol Salonu    | 2ª in Voleybol 2. Ligi (Girone B), 4ª in finale play-off promozione |
| TED Ankara    | dettagli | Ankara   | TOBB ETÜ Spor Salonu       | 10ª in Voleybol 1. Ligi                                             |
| VakıfBank     | dettagli | Istanbul | Burhan Felek Spor Salonu   | 2ª in Voleybol 1. Ligi, finale play-off scudetto                    |
| Yeşilyurt     | dettagli | Istanbul | Yeşilyurt Spor Salonu      | 1ª in Voleybol 2. Ligi (Girone A), 2ª in finale play-off promozione |

## Torneo

### Regular season

#### Classifica
| Pos. | Squadra       | Pt | G  | V  | P  | SV | SP | Ratio | PF | PS | Ratio |
| ---- | ------------- | -- | -- | -- | -- | -- | -- | ----- | -- | -- | ----- |
| 1    | Fenerbahçe    | 66 | 22 | 22 | 0  | 66 | 10 | 6.600 |    |    |       |
| 2    | Eczacıbaşı    | 59 | 22 | 20 | 2  | 61 | 10 | 6.100 |    |    |       |
| 3    | VakıfBank     | 53 | 22 | 18 | 4  | 55 | 17 | 3.235 |    |    |       |
| 4    | Galatasaray   | 47 | 22 | 16 | 6  | 52 | 25 | 2.080 |    |    |       |
| 5    | TED Ankara    | 29 | 22 | 9  | 13 | 35 | 42 | 0.833 |    |    |       |
| 6    | İller Bankası | 28 | 22 | 10 | 12 | 37 | 49 | 0.755 |    |    |       |
| 7    | Nilüfer       | 27 | 22 | 9  | 13 | 35 | 45 | 0.778 |    |    |       |
| 8    | Yeşilyurt     | 21 | 22 | 7  | 15 | 33 | 56 | 0.589 |    |    |       |
| 9    | Beşiktaş      | 21 | 22 | 6  | 16 | 32 | 55 | 0.582 |    |    |       |
| 10   | Ereğli        | 21 | 22 | 7  | 15 | 31 | 50 | 0.620 |    |    |       |
| 11   | Pursaklar     | 15 | 22 | 4  | 18 | 27 | 59 | 0.458 |    |    |       |
| 12   | Ankaragücü    | 9  | 22 | 4  | 18 | 16 | 62 | 0.258 |    |    |       |

| Ammesse ai play-off scudetto - Gruppo A | Ammesse ai play-off scudetto - Gruppo B | Retrocesse |

#### Risultati
| Prima giornata |                           |     |                                   |
|                |                           |     |                                   |
| 12-10          | Nilüfer - Beşiktaş        | 3-2 | 25-22, 14-25, 24-26, 25-23, 15-10 |
| 13-10          | Ankaragücü - Yeşilyurt    | 3-2 | 21-25, 25-21, 21-25, 25-16, 15-11 |
| 13-10          | İller Bankası - Pursaklar | 3-2 | 22-25, 22-25, 25-17, 26-24, 15-10 |
| 26-10          | Eczacıbaşı -VakıfBank     | 3-0 | 25-15, 25-19, 29-27               |
| 13-10          | Fenerbahçe - Galatasaray  | 3-1 | 25-23, 22-25, 25-16, 25-16        |
| 13-10          | Ereğli - TED Ankara       | 3-0 | 25-18, 25-17, 25-11               |

| Seconda giornata |                           |     |                                   |
|                  |                           |     |                                   |
| 16-10            | Pursaklar - Ereğli        | 1-3 | 19-25, 20-25, 25-20, 16-25        |
| 26-10            | TED Ankara - Nilüfer      | 3-0 | 25-18, 25-21, 25-23               |
| 16-10            | Beşiktaş - Eczacıbaşı     | 2-3 | 23-25, 15-25, 25-23, 25-21, 6-15  |
| 16-10            | Galatasaray - Ankaragücü  | 3-0 | 25-18, 25-18, 25-13               |
| 16-10            | Yeşilyurt - İller Bankası | 2-3 | 15-25, 22-25, 25-19, 25-16, 13-15 |
| 17-10            | VakıfBank - Fenerbahçe    | 0-3 | 19-25, 21-25, 20-25               |

| Terza giornata |                             |     |                                   |
|                |                             |     |                                   |
| 19-10          | İller Bankası - Galatasaray | 0-3 | 19-25, 14-25, 13-25               |
| 19-10          | Nilüfer - Pursaklar         | 3-2 | 25-19, 25-15, 24-26, 19-25, 15-10 |
| 19-10          | Beşiktaş - TED Ankara       | 0-3 | 23-25, 21-25, 23-25               |
| 19-10          | Ereğli - Yeşilyurt          | 3-2 | 20-25, 25-19, 25-23, 28-30, 15-10 |
| 20-10          | Ankaragücü - VakıfBank      | 0-3 | 17-25, 9-25, 20-25                |
| 20-10          | Eczacıbaşı -Fenerbahçe      | 0-3 | 20-25, 18-25, 8-25                |

| Quarta giornata |                           |     |                                   |
|                 |                           |     |                                   |
| 23-10           | Pursaklar - Beşiktaş      | 3-2 | 25-17, 25-19, 21-25, 22-25, 15-8  |
| 23-10           | TED Ankara - Eczacıbaşı   | 0-3 | 23-25, 23-25, 21-25               |
| 23-10           | Fenerbahçe - Ankaragücü   | 3-1 | 25-13, 29-27, 22-25, 25-10        |
| 23-10           | VakıfBank - İller Bankası | 3-1 | 20-25, 25-17, 25-17, 25-21        |
| 23-10           | Galatasaray - Ereğli      | 3-1 | 23-25, 26-24, 25-14, 25-19        |
| 23-10           | Yeşilyurt - Nilüfer       | 2-3 | 20-25, 25-23, 13-25, 25-23, 11-15 |

| Quinta giornata |                            |     |                            |
|                 |                            |     |                            |
| 25-11           | Eczacıbaşı - Ankaragücü    | 3-0 | 25-14, 25-17, 25-13        |
| 26-11           | İller Bankası - Fenerbahçe | 0-3 | 14-25, 14-25, 18-25        |
| 26-11           | Nilüfer - Galatasaray      | 1-3 | 15-25, 19-25, 25-22, 16-25 |
| 27-11           | TED Ankara - Pursaklar     | 1-3 | 18-25, 23-25, 25-17, 15-25 |
| 27-11           | Beşiktaş - Yeşilyurt       | 3-0 | 25-15, 25-18, 25-14        |
| 27-11           | Ereğli - VakıfBank         | 0-3 | 16-25, 22-25, 13-25        |

| Sesta giornata |                            |     |                                   |
|                |                            |     |                                   |
| 03-12          | Pursaklar - Eczacıbaşı     | 3-0 | 16-25, 22-25, 17-25               |
| 03-12          | VakıfBank - Nilüfer        | 3-0 | 25-17, 25-17, 25-19               |
| 03-12          | Fenerbahçe - Ereğli        | 3-1 | 20-25, 25-14, 25-14, 25-4         |
| 03-12          | Yeşilyurt - TED Ankara     | 2-3 | 25-21, 22-25, 18-25, 25-23, 11-15 |
| 03-12          | Ankaragücü - İller Bankası | 3-2 | 21-25, 24-26, 26-24, 25-21, 15-10 |
| 03-12          | Galatasaray - Beşiktaş     | 3-0 | 25-11, 25-23, 25-17               |

| Settima giornata |                           |     |                            |
|                  |                           |     |                            |
| 10-12            | Nilüfer - Fenerbahçe      | 1-3 | 15-25, 25-23, 20-25, 21-25 |
| 11-12            | TED Ankara - Galatasaray  | 0-3 | 15-25, 21-25, 15-25        |
| 11-12            | Beşiktaş - VakıfBank      | 0-3 | 18-25, 19-25, 14-25        |
| 11-12            | Eczacıbaşı -İller Bankası | 3-0 | 25-16, 25-20, 25-13        |
| 11-12            | Ereğli - Ankaragücü       | 3-0 | 25-23, 25-8, 25-19         |
| 12-12            | Pursaklar - Yeşilyurt     | 1-3 | 18-25, 25-16, 23-25, 23-25 |

| Ottava giornata |                         |     |                            |
|                 |                         |     |                            |
| 17-12           | Fenerbahçe - Beşiktaş   | 3-0 | 25-14, 25-20, 25-17        |
| 17-12           | Yeşilyurt - Eczacıbaşı  | 0-3 | 16-25, 15-25, 13-25        |
| 18-12           | Ankaragücü - Nilüfer    | 0-3 | 21-25, 17-25, 18-25        |
| 18-12           | İller Bankası - Ereğli  | 3-1 | 28-30, 25-23, 25-19, 25-23 |
| 18-12           | Galatasaray - Pursaklar | 3-1 | 22-25, 25-18, 25-17, 25-23 |
| 18-12           | VakıfBank - TED Ankara  | 3-0 | 25-23, 25-15, 25-18        |

| Nona giornata |                         |     |                                   |
|               |                         |     |                                   |
| 24-12         | Nilüfer - İller Bankası | 3-0 | 25-22, 25-21, 25-23               |
| 25-12         | Pursaklar - VakıfBank   | 0-3 | 24-26, 21-25, 22-25               |
| 25-12         | TED Ankara - Fenerbahçe | 0-3 | 7-25, 20-25, 23-25                |
| 25-12         | Beşiktaş - Ankaragücü   | 2-3 | 26-24, 27-25, 20-25, 23-25, 10-15 |
| 25-12         | Eczacıbaşı - Ereğli     | 3-0 | 25-9, 25-20, 25-21                |
| 25-12         | Yeşilyurt - Galatasaray | 1-3 | 28-26, 12-25, 18-25, 18-25        |

| Decima giornata |                          |     |                            |
|                 |                          |     |                            |
| 29-12           | İller Bankası - Beşiktaş | 1-3 | 25-23, 14-25, 23-25, 21-25 |
| 29-12           | Ankaragücü - TED Ankara  | 0-3 | 21-25, 23-25, 26-28        |
| 29-12           | Fenerbahçe - Pursaklar   | 3-1 | 25-20, 23-25, 25-14, 25-13 |
| 29-12           | VakıfBank - Yeşilyurt    | 3-0 | 25-15, 25-18, 25-11        |
| 29-12           | Galatasaray - Eczacıbaşı | 0-3 | 23-25, 15-25, 16-25        |
| 29-12           | Ereğli - Nilüfer         | 0-3 | 19-25, 23-25, 19-25        |

| Undicesima giornata |                            |     |                                   |
|                     |                            |     |                                   |
| 03-01               | Pursaklar - Ankaragücü     | 2-3 | 22-25, 20-25, 25-20, 25-23, 11-15 |
| 03-01               | TED Ankara - İller Bankası | 2-3 | 25-22, 25-18, 22-25, 23-25, 14-16 |
| 03-01               | Beşiktaş - Ereğli          | 3-2 | 22-25, 25-19, 25-22, 26-28, 15-7  |
| 03-01               | Galatasaray - VakıfBank    | 1-3 | 25-19, 22-25, 19-25, 20-25        |
| 03-01               | Eczacıbaşı - Nilüfer       | 3-0 | 25-23, 25-18, 25-18               |
| 03-01               | Yeşilyurt - Fenerbahçe     | 3-2 | 15-25, 9-25, 21-25                |

| Dodicesima giornata |                           |     |                                   |
|                     |                           |     |                                   |
| 07-01               | Pursaklar - İller Bankası | 1-3 | 25-22, 18-25, 25-27, 21-25        |
| 07-01               | TED Ankara - Ereğli       | 3-0 | 25-14, 25-16, 25-16               |
| 07-01               | Galatasaray - Fenerbahçe  | 1-3 | 25-20, 10-25, 20-25, 14-25        |
| 07-01               | VakıfBank - Eczacıbaşı    | 0-3 | 20-25, 17-25, 19-25               |
| 07-01               | Yeşilyurt - Ankaragücü    | 2-3 | 25-19, 26-28, 25-19, 21-25, 11-15 |
| 08-01               | Beşiktaş - Nilüfer        | 1-3 | 23-25, 25-23, 26-28, 23-25        |

| Tredicesima giornata |                           |     |                                  |
|                      |                           |     |                                  |
| 14-01                | Ankaragücü - Galatasaray  | 0-3 | 11-25, 18-25, 16-25              |
| 14-01                | İller Bankası - Yeşilyurt | 2-3 | 17-25, 25-16, 19-25, 25-15, 7-15 |
| 14-01                | Nilüfer - TED Ankara      | 1-3 | 22-25, 21-25, 26-24, 19-25       |
| 14-01                | Fenerbahçe - VakıfBank    | 3-1 | 25-18, 21-25, 25-13, 25-13       |
| 14-01                | Eczacıbaşı - Beşiktaş     | 3-0 | 25-10, 25-15, 26-24              |
| 14-01                | Ereğli - Pursaklar        | 3-0 | 25-15, 25-16, 25-19              |

| Quattordicesima giornata |                             |     |                                   |
|                          |                             |     |                                   |
| 21-01                    | Pursaklar - Nilüfer         | 3-2 | 34-36, 25-22, 19-25, 26-24, 15-11 |
| 21-01                    | TED Ankara - Beşiktaş       | 3-0 | 25-23, 25-21, 25-16               |
| 21-01                    | Galatasaray - İller Bankası | 3-1 | 25-19, 23-25, 25-21, 25-17        |
| 21-01                    | VakıfBank - Ankaragücü      | 3-0 | 25-18, 25-17, 25-13               |
| 21-01                    | Fenerbahçe - Eczacıbaşı     | 3-1 | 19-25, 25-17, 25-17, 25-11        |
| 21-01                    | Yeşilyurt - Ereğli          | 3-0 | 25-16, 25-23, 25-23               |

| Quindicesima giornata |                           |     |                                   |
|                       |                           |     |                                   |
| 04-02                 | Ankaragücü - Fenerbahçe   | 0-3 | 14-25, 9-25, 13-25                |
| 04-02                 | İller Bankası - VakıfBank | 0-3 | 16-25, 18-25, 19-25               |
| 04-02                 | Nilüfer - Yeşilyurt       | 3-1 | 25-23, 23-25, 25-12, 25-23        |
| 04-02                 | Ereğli - Galatasaray      | 0-3 | 12-25, 24-26, 18-25               |
| 05-02                 | Beşiktaş - Pursaklar      | 3-2 | 25-20, 20-25, 25-23, 22-25, 15-12 |
| 05-02                 | Eczacıbaşı - TED Ankara   | 3-0 | 25-18, 25-19, 25-19               |

| Sedicesima giornata |                            |     |                                   |
|                     |                            |     |                                   |
| 11-02               | Pursaklar - TED Ankara     | 0-3 | 22-25, 18-25, 20-25               |
| 11-02               | VakıfBank - Ereğli         | 3-2 | 20-25, 25-13, 23-25, 25-16, 15-13 |
| 12-02               | Ankaragücü - Eczacıbaşı    | 0-3 | 16-25, 17-25, 11-25               |
| 12-02               | Fenerbahçe - İller Bankası | 3-0 | 25-9, 25-18, 25-9                 |
| 12-02               | Galatasaray - Nilüfer      | 3-0 | 25-9, 25-14, 25-11                |
| 13-02               | Yeşilyurt - Beşiktaş       | 3-2 | 23-25, 25-18, 25-14, 23-25, 15-13 |

| Diciassettesima giornata |                            |     |                                   |
|                          |                            |     |                                   |
| 05-02                    | Ereğli - Fenerbahçe        | 1-3 | 27-25, 8-25, 20-25, 20-25         |
| 18-02                    | Nilüfer - VakıfBank        | 0-3 | 17-25, 20-25, 19-25               |
| 18-02                    | Beşiktaş - Galatasaray     | 0-3 | 17-25, 15-25, 13-25               |
| 18-02                    | Eczacıbaşı - Pursaklar     | 3-0 | 25-6, 25-21, 25-20                |
| 19-02                    | İller Bankası - Ankaragücü | 3-1 | 25-11, 25-12, 20-25, 25-18        |
| 22-02                    | TED Ankara - Yeşilyurt     | 2-3 | 21-25, 13-25, 25-16, 25-22, 11-15 |

| Diciottesima giornata |                            |      |                                   |
|                       |                            |      |                                   |
| 25-02                 | Ankaragücü - Ereğli        | 0-3  | 19-25, 18-25, 17-25               |
| 25-02                 | İller Bankası - Eczacıbaşı | 0-3  | 25-27, 18-25, 23-25               |
| 25-02                 | Fenerbahçe - Nilüfer       | 3-0  | 25-10, 25-12, 25-23               |
| 25-02                 | Galatasaray - TED Ankara   | 3-2' | 25-17, 25-17, 24-26, 21-25, 15-6  |
| 25-02                 | VakıfBank - Beşiktaş       | 0-3  | 25-15, 25-21, 25-13               |
| 29-02                 | Yeşilyurt - Pursaklar      | 3-2  | 25-22, 16-25, 17-25, 25-16, 17-15 |

| Diciannovesima giornata |                         |     |                            |
|                         |                         |     |                            |
| 03-03                   | Nilüfer - Ankaragücü    | 3-0 | 25-12, 25-14, 25-14        |
| 03-03                   | Eczacıbaşı - Yeşilyurt  | 3-0 | 25-18, 25-12, 25-15        |
| 03-03                   | Pursaklar - Galatasaray | 0-3 | 16-25, 26-28, 14-25        |
| 03-03                   | TED Ankara - VakıfBank  | 1-3 | 17-25, 19-25, 25-23, 5-25  |
| 04-03                   | Beşiktaş - Fenerbahçe   | 1-3 | 19-25, 28-26, 17-25, 20-25 |
| 04-03                   | Ereğli - İller Bankası  | 1-3 | 21-25, 25-22, 23-25, 21-25 |

| Ventesima giornata |                         |     |                            |
|                    |                         |     |                            |
| 07-03              | İller Bankası - Nilüfer | 3-1 | 25-22, 25-20, 18-25, 25-23 |
| 07-03              | Ankaragücü - Beşiktaş   | 0-3 | 21-25, 19-25, 16-25        |
| 07-03              | VakıfBank - Pursaklar   | 3-0 | 25-18, 25-18, 25-20        |
| 07-03              | Fenerbahçe - TED Ankara | 3-0 | 25-18, 25-22, 25-13        |
| 07-03              | Galatasaray - Yeşilyurt | 3-0 | 25-15, 25-11, 25-16        |
| 07-03              | Ereğli - Eczacıbaşı     | 1-3 | 25-22, 13-25, 19-25, 18-25 |

| Ventunesima giornata |                          |     |                                   |
|                      |                          |     |                                   |
| 10-03                | Pursaklar - Fenerbahçe   | 0-3 | 19-25, 15-25, 12-25               |
| 10-03                | TED Ankara - Ankaragücü  | 3-0 | 25-16, 25-18, 25-22               |
| 10-03                | Nilüfer - Ereğli         | 3-0 | 25-16, 25-17, 25-21               |
| 10-03                | Eczacıbaşı - Galatasaray | 3-1 | 25-22, 25-20, 17-25, 25-23        |
| 10-03                | Yeşilyurt - VakıfBank    | 0-3 | 18-25, 22-25, 11-25               |
| 10-03                | Beşiktaş - İller Bankası | 2-3 | 25-22, 26-24, 21-25, 23-25, 14-16 |

| Ventiduesima giornata |                            |     |                                   |
|                       |                            |     |                                   |
| 14-03                 | Ankaragücü - Pursaklar     | 0-3 | 21-25, 16-25, 20-25               |
| 14-03                 | İller Bankası - TED Ankara | 3-0 | 25-20, 25-23, 25-17               |
| 14-03                 | Nilüfer - Eczacıbaşı       | 0-3 | 11-25, 15-25, 18-25               |
| 14-03                 | Fenerbahçe - Yeşilyurt     | 3-0 | 25-15, 25-21, 25-17               |
| 14-03                 | Ereğli - Beşiktaş          | 3-2 | 25-20, 24-26, 20-25, 25-20, 15-12 |
| 23-03                 | VakıfBank - Galatasaray    | 3-0 | 25-20, 25-14, 25-21               |

### Play-off

#### Quarti di finale

##### Gruppo A
| Risultati |                          |     |                            |
|           |                          |     |                            |
| 03-04     | Fenerbahçe - Yeşilyurt   | 3-0 | 25-13, 25-11, 25-20        |
| 03-04     | Galatasaray - TED Ankara | 3-1 | 25-14, 19-25, 25-13, 25-14 |

| 04-04 | Yeşilyurt - Galatasaray | 2-3 | 17-25, 25-16, 21-25, 25-21, 10-15 |
| 04-04 | TED Ankara - Fenerbahçe | 0-3 | 18-25, 15-25, 22-25               |

| 05-04 | TED Ankara - Yeşilyurt   | 0-3 | 18-25, 19-25, 15-25        |
| 05-04 | Fenerbahçe - Galatasaray | 3-1 | 21-25, 25-17, 29-27, 25-16 |

| Classifica | Classifica  | Classifica | Partite | Partite | Set | Set | Set   | Punti Set | Punti Set | Punti Set |
| #          | Squadra     | Pt         | V       | P       | V   | P   | Qz    | V         | P         | Qz        |
| ---------- | ----------- | ---------- | ------- | ------- | --- | --- | ----- | --------- | --------- | --------- |
| 1          | Fenerbahçe  | 9          | 3       | 0       | 9   | 1   | 9.000 |           |           |           |
| 2          | Galatasaray | 5          | 2       | 1       | 7   | 5   | 1.400 |           |           |           |
| 3          | Yeşilyurt   | 4          | 1       | 2       | 5   | 6   | 0.833 |           |           |           |
| 4          | TED Ankara  | 0          | 0       | 3       | 0   | 9   | 0.000 |           |           |           |

##### Gruppo B
| Risultati |                           |     |                            |
|           |                           |     |                            |
| 03-04     | Eczacıbaşı - Nilüfer      | 3-1 | 15-25, 25-20, 25-14, 25-11 |
| 03-04     | VakıfBank - İller Bankası | 3-0 | 25-20, 25-20, 25-22        |

| 04-04 | Nilüfer - VakıfBank        | 0-3 | 19-25, 15-25, 17-25 |
| 04-04 | İller Bankası - Eczacıbaşı | 0-3 | 24-26, 15-25, 19-25 |

| 05-04 | İller Bankası - Nilüfer | 3-1 | 21-25, 25-17, 25-21, 25-20        |
| 05-04 | Eczacıbaşı - VakıfBank  | 3-2 | 15-25, 25-17, 25-19, 13-25, 15-12 |

| Classifica | Classifica    | Classifica | Partite | Partite | Set | Set | Set   | Punti Set | Punti Set | Punti Set |
| #          | Squadra       | Pt         | V       | P       | V   | P   | Qz    | V         | P         | Qz        |
| ---------- | ------------- | ---------- | ------- | ------- | --- | --- | ----- | --------- | --------- | --------- |
| 1          | Eczacıbaşı    | 8          | 3       | 0       | 9   | 3   | 3.000 |           |           |           |
| 2          | VakıfBank     | 7          | 2       | 1       | 8   | 3   | 2.666 |           |           |           |
| 3          | İller Bankası | 3          | 1       | 2       | 3   | 7   | 0.428 |           |           |           |
| 4          | Nilüfer       | 0          | 0       | 3       | 2   | 9   | 0.222 |           |           |           |

#### Semifinali e finale
|  | Semifinali  | Semifinali  | Semifinali |  |  | Finale     | Finale     | Finale     | Finale | Finale |  |
|  |             |             |            |  |  |            |            |            |        |        |  |
|  | Fenerbahçe  | Fenerbahçe  | 2          |  |  |            |            |            |        |        |  |
|  | VakıfBank   | VakıfBank   | 3          |  |  | VakıfBank  | VakıfBank  | VakıfBank  | 2      | 2      |  |
|  | Eczacıbaşı  | Eczacıbaşı  | 3          |  |  | Eczacıbaşı | Eczacıbaşı | Eczacıbaşı | 3      | 3      |  |
|  | Galatasaray | Galatasaray | 1          |  |  |            |            |            |        |        |  |

##### Semifinale
| Gara unica |                          |     |                                   |
|            |                          |     |                                   |
| 07-04      | Fenerbahçe - VakıfBank   | 2-3 | 25-20, 22-25, 29-27, 17-25, 13-15 |
| 07-04      | Eczacıbaşı - Galatasaray | 3-1 | 25-27, 25-21, 25-21, 25-11        |

##### Finale
| Gara 1 |                        |     |                                  |
|        |                        |     |                                  |
| 8-04   | VakıfBank - Eczacıbaşı | 2-3 | 24-26, 25-18, 25-23, 18-25, 6-15 |

| Gara 2 |                        |     |                                  |
|        |                        |     |                                  |
| 10-04  | VakıfBank - Eczacıbaşı | 2-3 | 21-25, 25-21, 19-25, 26-24, 9-15 |

## Premi individuali
| Premio                 | Giocatrice        | Squadra    |
| ---------------------- | ----------------- | ---------- |
| MVP                    | Esra Gümüş        | Eczacıbaşı |
| Miglior realizzatrice  | Małgorzata Glinka | VakıfBank  |
| Miglior attaccante     | Małgorzata Glinka | VakıfBank  |
| Miglior muro           | Büşra Cansu       | Eczacıbaşı |
| Miglior servizio       | Małgorzata Glinka | VakıfBank  |
| Miglior palleggiatrice | Elif Ağca         | Eczacıbaşı |
| Miglior ricevitrice    | Esra Gümüş        | Eczacıbaşı |
| Migliore libero        | Gülden Kayalar    | Eczacıbaşı |

## Verdetti
| Squadra       | Qualificazione           |
| ------------- | ------------------------ |
| Eczacıbaşı    | Champions League 2012-13 |
| Galatasaray   | Champions League 2012-13 |
| VakıfBank     | Champions League 2012-13 |
| Fenerbahçe    | Coppa CEV 2012-13        |
| TED Ankara    | Coppa CEV 2012-13        |
| İller Bankası | BVA Cup 2012             |
| Pursaklar     | Voleybol 2. Ligi 2012-13 |
| Ankaragücü    | Voleybol 2. Ligi 2012-13 |